# Kacper Pobłocki
Kacper Pobłocki (ur. 11 czerwca 1980 w Bydgoszczy) – polski antropolog i społecznik, doktor habilitowany nauk humanistycznych. 

## Życiorys
Maturę międzynarodową zdał w Atlantic College w Wielkiej Brytanii. Jest absolwentem studiów licencjackich w zakresie nauk społecznych na University College Utrecht (2000–2003) oraz magistrem socjologii i antropologii społecznej Uniwersytet Środkowoeuropejski w Budapeszcie (2003–2004). Tam też w 2010 obronił doktorat. W latach 2008–2009 przebywał jako stażysta (visiting fellow) w Center for Place, Culture and Politics przy Uniwersytecie Miejskim (CUNY) w Nowym Jorku, kierowanego przez prof. Davida Harveya. Jego praca doktorska pt. „The Cunning of Class: Urbanization of Inequality in Post-War Poland” została w 2011 r. wyróżniona nagrodą Prezesa Rady Ministrów. W 2010 wykładowca na Uniwersytecie w Utrechcie, w latach 2011–2018 adiunkt w Instytucie Etnologii i Antropologii Kulturowej Uniwersytetu im. Adama Mickiewicza w Poznaniu. Od 2015 pracuje w Centrum Europejskich Studiów Regionalnych i Lokalnych (EUROREG) Uniwersytetu Warszawskiego. 
Autor szeregu publikacji z zakresu antropologii i socjologii miasta. Współautor książki Anty-bezradnik przestrzenny: prawo do miasta w działaniu (Res Publica Nowa, Warszawa 2013), która otrzymała przyznawaną przez Towarzystwo Urbanistów Polskich oraz Fundację Rozwoju Demokracji Lokalnej nagrodę im. Jerzego Regulskiego. W 2011 był jednym z organizatorów i koordynatorem merytorycznym pierwszego Kongresu Ruchów Miejskich, a w 2014 inicjatorem i koordynatorem ogólnopolskiego Porozumienia Ruchów Miejskich. Przypisuje mu się ukucie pojęcia „ruchy miejskie”. Jego książka Kapitalizm. Historia krótkiego trwania otrzymała główną nagrodę w konkursie Economicus dla najlepszej polskiej książki ekonomicznej roku. W 2016 otrzymał Nagrodę im. Jerzego Regulskiego w kategorii Wiedza i Upowszechnianie za Anty-bezradnik przestrzenny. Prawo do miasta w działaniu (wraz z Lechem Merglerem i Maciejem Wudarskim). W 2022 nominowany do Nagrody Literackiej „Nike” za esej Chamstwo.

## Publikacje

### Artykuły naukowe
- Nic o nas bez nas: polityka skali a demokracja miejska, Res Publica Nowa, nr 201–202, 2010, s. 7–14
- Prawo do miasta i ruralizacja świadomości w powojennej Polsce, [w:] O miejskiej sferze publicznej, red. Marek Nowak, Przemysław Pluciński, Kraków: Wydawnictwo Ha!Art, 2011.
- Antropologia miasta – urbanizacja, przestrzeń i relacje społeczne, Lud, 2011, s. 69–90
- Knife in the Water: The Struggle over Collective Consumption in Urbanizing Poland, [w:] Communism Unwrapped: Consumption in Postwar Eastern Europe, red. Paulina Bren, Mary Neuburger, Oxford: Oxford University Press, 2012, s. 68–90
- Skala jako obiekt badań antropologicznych, [w:] Regiony Etnografii, red. Jacek Schmidt, Poznań: Wydawcnitwo Nauka i Innowacje, 2013, s. 181–200
- Gentryfikacja, własność i polski kapitalizm polityczny, Politeja 27, 2014, s. 157–177
- Retroactive utopia: class and the urbanisation of self-management in Poland, Routledge Handbook on Spaces of Urban Politics, red. Kevin Ward, Andrew E. G. Jonas, Byron Miller, David Wilson, Londyn: Routledge, 2017, s. 375–388

### Eseje
- Szeptana historia Polski, Magazyn Pismo, 7(19)/2019, s. 80–88.
- Burza przed ciszą, Kwartalnik Przekrój, 3567/2019, ss. 39-41.
- Mury wyobraźni, Dwutygodnik, 11(269)/2019.
- Czułe punkty miasta, Magazyn Pismo, 1(25)2020, s. 70–78.

### Książki
- Anty-bezradnik przestrzenny: prawo do miasta w działaniu, Warszawa: Res Publica Nowa (z Lechem Merglerem i Maciejem Wudarskim), 2013.
- Architektura niezrównoważona, Warszawa: Fundacja Bęc Zmiana (z Bogną Świątkowską), 2016.
- Kapitalizm. Historia krótkiego trwania, Warszawa: Fundacja Bęc Zmiana, 2017.
- Chamstwo, Wołowiec: Czarne, 2021.

## Wywiady
- „Pieniądz nie jest narzędziem wymiany, ale sposobem organizowania władzy”, Gazeta.pl (rozmawia Magda Roszkowska)

- "Od Mieszka do Whirlpoola”, Tygodnik Polityka (rozmawia Rafał Woś)
- „Kapitalizm umiera, ale się nie poddaje”, Dziennik Gazeta Prawna (rozmawia Jakub Janiszewski)
- "Polska historia niewolnictwa", Tygodnik Przegląd (rozmawia Kacper Leśniewicz)
- „Jak zostałem intelektualnym poliamorystą”, Magazyn Kontakt (rozmawia Hubert Walczyński),